# サイコプシス・パピリオ
サイコプシス・パピリオ Psychopsis papilio は、ラン科の着生植物。蝶の姿にも似た大きな花を一つずつつける。古くから花の美しいオンシジウムの一つとして知られてきた。

## 概説
この種はかつてオンシジウムに所属させてあり、そのころから大型の花をつける美麗種として知られて来た。その花は独特で、背萼片と側花弁、つまり上向き三弁が細長く尖って立ち、側萼片および唇弁、つまり下向き三弁が幅広く広がり、縁がフリル状となる。
ちなみに種小名の papilio はリンネが蝶類の学名として与えたもので、現在ではアゲハチョウ属の属名として残っている。この語自体は「ぱたぱたする」と言う意味の pal に由来する。この花では背萼片と側花弁がチョウの触角のように伸び、しかもそのような花を一輪だけ、とても細長く立った花茎の上につける。風が吹いてそれがゆらゆらと揺らめくさまは、確かに蝶を思わせる。英名も Butterfly Orchid （蝶蘭）である。

## 特徴
常緑の多年生草本で、着生植物。偽球茎は径3-5cmで、扁平な球形をなし、先端には一枚の葉がある。葉は長楕円形で先端が尖り、長さは15-25cm、やや厚手で硬い。褐色がかった緑に赤褐色の斑紋があり、この斑紋は裏面のほうがはっきり見て取れる。なお、オンシジウム類では偽球茎の基部にある鞘にも葉身が発達する例が多いが、この種では見られず、偽球茎はほぼ裸出する。
花茎は偽球茎の基部から出て立ち上がり、長さ1mに達する。花茎は基部では丸いが、先端に向かって次第に扁平となり、僅かに翼状となる。花茎は分枝せず、1本の花茎の先端部のみに数輪の花をつけるが、一輪ずつ開花する。
花は非常に独特。まず、背萼片と側花弁は互いによく似ており、いずれも線形で、先端近くが僅かに幅広くなる。色は赤褐色で、半ばが黄色。これらは長さが6-10cmにもなり、それぞれ斜め上に向かって伸びる。
唇弁は長さ4cm、下に向かって伸びて大きく三裂し、側裂片は半円形、中裂片は広心形で中央が黄色、周囲が茶褐色で多少波打つ。側萼片は心弁の外側に寄り添うように下向きで、葉は広くて先端が内側に曲がった鎌形、黄色の地に大きな赤褐色の紋があり、縁は細かく波打つ。髄柱は上向きで、その基部の側方には細かい鋸歯を持つ翼がある。

## 分布と生育環境
西インド諸島、コロンビア、ギアナ、ブラジルとアンデス山脈の東側に分布域をもつ。後述のように近縁でよく似たクラメリアヌムとは分布域を異にする。

## 類似種
同属のクラメリアヌム P. kramerianum は花形、花色ともによく似ている。違いとしては花茎の先端部が扁平にならないことがあげられる。この種はコスタリカ、パナマ、エクアドル、ペルーのアンデス山脈西側に分布する。

## 利用
洋ランとして栽培される。その歴史は古く、ヨーロッパに紹介されたのは1824年、Woodford によってであった。かつてオンシジウム属としていたため、現在でもその属名で流通することがある。その場合、タイプとして厚葉系と呼ばれたものに含まれる。
アルバ f. alba と呼ばれるものはいわゆる白化品扱いではあるが白花ではなく、普通花の黄色いところは黄色のままで、褐色に色づくところが濃いめの黄色になったもの。全花黄金色になって美しい。またこの場合、葉のまだら模様も消える。
また若干だが交配品も作られている。カリヒ Pyp. Kalihi はクリメリアヌムとの交配品で、両親の花形を強く受け継いでいる。ただしより花が大きく、栽培は容易とのこと。

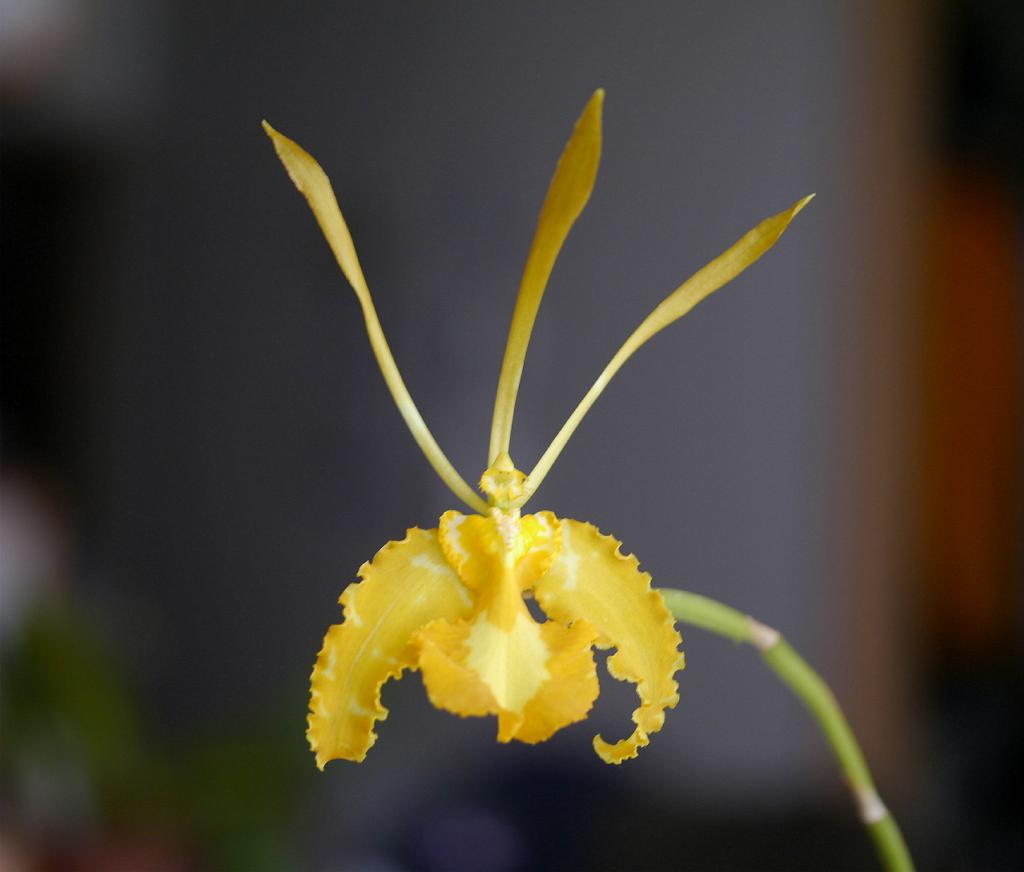
f. アルバの花
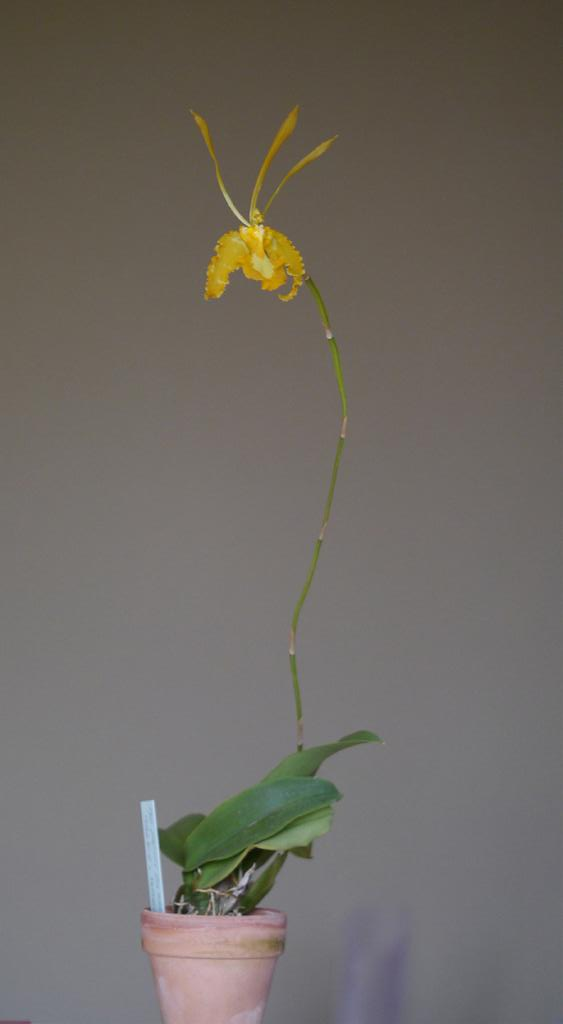
同:全草
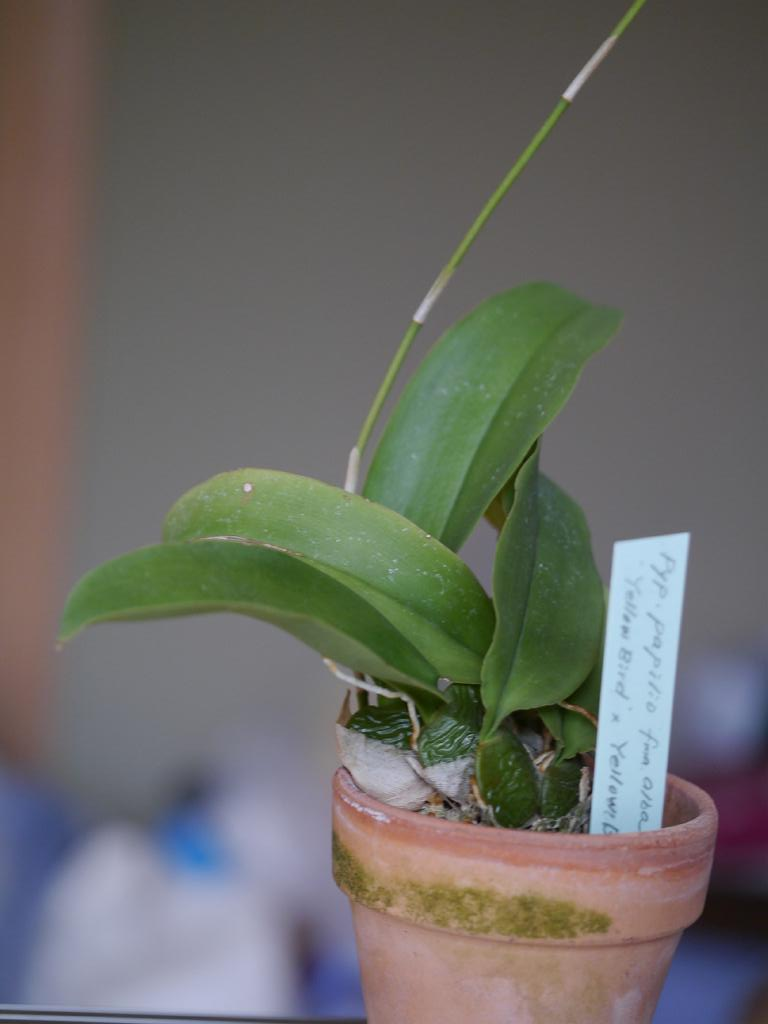
同:葉と偽球茎